# Massacre de Sinjar
La massacre de Sinjar va ser la matança i el segrest genocides de milers de persones iazidites a la ciutat de Sinjar (en kurd: شنگال, Şingal), a la governació de Nínive, a l'Iraq, per part de l'Estat Islàmic (ISIS) l'agost de 2014. Aquest esdeveniment va començar amb l'atac de l'ISIS i la captura de Sinjar i les ciutats veïnes el 3 d'agost, durant l'ofensiva de l'ISIS a principis d'agost de 2014.
El Govern Regional del Kurdistan iraquià va afirmar que la campanya de l'ISIS del 3 d'agost contra Sinjar tenia més a veure amb la demografia i l'estratègia que amb la religió. Així, doncs, pretenia expulsar la majoria dels kurds d'aquestes àrees estratègiques iazidites i portar-hi àrabs fidels a l'ISIS. El 8 d'agost de 2014, els Estats Units d'Amèrica (EUA) van reaccionar amb atacs aeris contra unitats i combois de l'ISIS al nord de l'Iraq, fet que va desencadenar una guerra de diversos països contra l'ISIS. L'assistència del Partit dels Treballadors del Kurdistan (PKK) i de les Unitats de Protecció Popular (YPG) va permetre que la majoria dels 50.000 iazidites que van fugir a les muntanyes de Sinjar fossin evacuats. El 17 de desembre de 2014, les forces kurdes peixmergues del PKK i de l'YPG, juntament amb les Unitats de Resistència de Sinjar, van iniciar l'Ofensiva de Sinjar el desembre de 2014 amb el suport dels atacs aeris dels EUA.

## L'atac
El 2 i 3 d'agost de 2014, les tropes d'Estat Islàmic van llançar una ofensiva contra el Kurdistan iraquià. A Sinjar, els peixmergues no pogueren reprimir l'atac, abandonaren la ciutat i es retiraren a les zones muntanyoses a fi d'esperar reforços. Aquest abandonament fou percebut pels habitants com una traïció. El llogaret de Siba Sheikh Khidir, a sud-oest de Sinjar, fou un dels primers emplaçament atacats pel gihadistes: 250 homes del clan local intentaren resistir però aviat es quedaren sense municions, essent capturats, executats i enterrats en set fosses comunes. La majoria de dones, infants i homes grans aconseguiren escapar. La ciutat de Sinjar va ser presa el 3 d'agost per l'Estat Islàmic, ocasionant l'exili de diversos milers d'habitants: tant turcmans xiïtes que s'havien refugiat en aquesta ciutat com de la majoria iazidita. Dels 600.000 membres d'aquest grup social que vivien llavors a l'Iraq, un 70% residia a la regió de Sinjar. Segons l'Alt Comissionat de les Nacions Unides per als Refugiats, entre 20.000 i 30.000 refugiats romangueren a les muntanyes. Dos dies després de l'atac a la ciutat, al menys 40 infants van morir de set.
L'avanç dels gihadistes contra les forces del govern regional del Kurdistan empenyé les Forces Aèries dels Estats Units d'Amèrica a intervenir desplegant també ajuda humanitària a les muntanyes de Sinjar. El 10 d'agost de 2014, el govern iraquià afirmà que 500 iazidites, entre ells dones i infants, van ser massacrats per l'ISIS i enterrats en una fossa comuna, alguns encara amb vida. A més, 300 dones també foren esclavitzades. Segons Vian Dakhil, una diputada iraquiana iazidita, entre 520 i 530 dones foren recloses a la presó de Badoush a Mossul.
Els helicòpters del govern regional del Kurdistan també viatjaren a les muntanyes per a distribuir ajuda humanitària i evacuar els refugiats. El 12 d'agost, un dispositiu que transportava Vian Dakhil, es bloquejà accidentalment durant el rellançament. El pilot fou assassinat i 20 dels passatgers ferits, inclosa Vian Dakhil. Finalment foren rescatats per uns altres dos helicòpters. El desembre de 2015, les restes de dotzenes de iazidites van emergir de les tombes on havien estat enterrats després de ser sacrificats a la fossa comuna en un llogaret prop de Sinjar. Al voltant de 20.000 refugiats iazidites aconseguiren escapar de les muntanyes a través de Síria. Després tornaren al Kurdistan iraquià amb l'ajuda dels peixmergues i l'YPG. 2.000 més trobaren refugi a Turquia. En total, al menys 100.000 iazidites trobaren refugi al Kurdistan turc. S'establiren il·legalment a Turquia però gaudeixen de la protecció dels ajuntaments kurds.

## Repercussions
Després de la massacre, l'ISIS es va aferrar a la ciutat de Sinjar. Al voltant de 10.000 iazidites van romandre a les muntanyes situades a nord de la ciutat, mentre la via d'escapament des de les muntanyes cap al nord fins a les àrees kurdes estava sota control kurd i iazidita. The New Yorker afirmà que molts tenien por de tornar a casa seva.
El 21 d'octubre de 2014, l'ISIS es va apoderar de l'àrea nord de les muntanyes, reduint així la ruta d'escapament cap a les zones kurdes. El nombre de refugiats civils iazidites es va estimar entre 2.000 i 7.000. El 17 de desembre de 2014, les forces peixmerga iniciaren una ofensiva amb el suport d'atacs aeris de la coalició internacional encapçalada pels EUA per alliberar Sinjar i trencar el setge parcial de l'ISIS a les muntanyes. En menys de dos dies, els peixmergues es van apoderar de la serralada. Després que les forces de l'ISIS es retiressin, els combatents kurds es van centrar en la neteja de mines i l'obertura d'un corredor a les muntanyes, permetent que els iazidites fossin evacuats. L'operació va deixar 100 soldats de l'ISIS morts.
Amb la retirada de l'ISIS després de les campanyes de les forces iraquianes i kurdes a la regió de finals de 2017, els dos governs van reclamar l'àrea. La població iazidita va tornar a una ciutat abandonada d'edificis derruïts, restes d'artefactes explosius improvisats i dels morts durant la massacre. El novembre de 2017, es va descobrir una fossa comuna d'unes 70 persones i al desembre es va descobrir una altra fossa comuna que albergava unes 90 víctimes. El 21 de desembre de 2014, els combatents de l'YPG kurds sirians al sud de la serralada van arribar a les línies peixmerga, unint així els seus dos fronts. L'endemà l'YPG va trencar les línies de I'IISIS, obrint així un corredor des de Síria fins a la ciutat de Sinjar. A la nit, els peixmergues van prendre el control de gran part de Sinjar.